# Vinpocetină
Vinpocetina (denumire alternativă pentru apovincaminatul de etil) este un alcaloid monoterpenoidic derivat de indol, fiind un derivat semi-sintetic al vincaminei obținute din Vinca minor.

## Utilizări medicale
Vinpocetina este utilizată în tratamentul diverselor forme de tulburări circulatorii cerebrale: apărute după accident vascular
cerebral, demență vasculară, arterioscleroză cerebrală, encefalopatie hipertensivă și post-traumatică,
insuficiență vertebrobazilară. În Statele Unite, este întâlnită în suplimentele alimentare nootrope, nefiind aprobată ca medicament.